# Bill Hader
Bill Hader, właśc. William Brent Hader (ur. 7 czerwca 1978 w Tulsa) – amerykański aktor komediowy i komik. W latach 2005–2013 występował w programie Saturday Night Live. Laureat Nagród Emmy dla najlepszego aktora w serialu komediowym (Barry) w 2018 i 2019.

## Życiorys

### Wczesne lata
Hader urodził się w Tulsa, w stanie Oklahoma, jako syn Sherri Renee (z domu Patton), nauczycielki tańca i Williama Thomasa Hadera Sr., właściciela firmy transportowej, kierownika restauracji, kierowcy ciężarówki i okazjonalnie komika. Ma dwie młodsze siostry – Katie i Kara. Jest pochodzenia duńskiego, angielskiego, niemieckiego i irlandzkiego. Uczęszczał do Patrick Henry Elementary School, Edison Junior High i Cascia Hall Preparatory School.

## Życie prywatne
W 2006 ożenił się z pisarką i reżyserką Maggie Carey. Para miała trzy córki – Hannah (ur. 2009), Harper (ur. 2012) i Hayley (ur. 2014). Ogłosili separację w listopadzie 2017 roku. Hader złożył pozew o rozwód w grudniu tego samego roku. Rozwiedli się w 2018 roku.

## Wybrana filmografia
- 2005: Magiczna karuzela jako Sierżant Sam (głos, amerykański dubbing)
- 2006: Ja, ty i on jako Mark
- 2007: Supersamiec jako oficer Slater
- 2007: Wpadka jako Brent
- 2007: Hot Rod jako Dave McLean
- 2008: Jaja w tropikach jako Rob Slolom
- 2008: Boski chillout jako szeregowy Greg B. Miller
- 2008: Chłopaki też płaczą jako Brian Bretter
- 2009: Kraina przygód jako Bobby
- 2009: Noc w muzeum 2 jako George Custer
- 2009: Rok pierwszy jako szaman
- 2009: Epoka lodowcowa 3: Era dinozaurów jako Gazelle (głos)
- 2009: Klopsiki i inne zjawiska pogodowe jako Flint Lockwood, FLDSMDFR (głos)
- 2010: Scott Pilgrim kontra świat - głos
- 2011: Czerwony Kapturek 2. Pogromca zła jako Jaś
- 2012: Faceci w czerni III jako Andy Warhol / Agent W
- 2012: 40 lat minęło jako człowiek przy Store
- 2013: Rodzinka nie z tej Ziemi jako prezenter (głos)
- 2013: Uniwersytet potworny jako Referee / Slug (głos)
- 2013: W ciemność. Star Trek - głos
- 2013: Do zaliczenia jako Willy Mclean
- 2013: Turbo jako chłopak Gagne (głos)
- 2013: Klopsiki kontratakują jako Flint Lockwood, FLDSMDFR (głos)
- 2013: Ona jako gawędziarz
- 2014: 22 Jump Street jako kulinarny szkolny czarny charakter
- 2014: Między nami bliźniętami (The Skeleton Twins) jako Milo
- 2015: Wykolejona jako dr Aaron Conners
- 2015: W głowie się nie mieści jako Fear (głos)
- 2015: Gwiezdne wojny: Przebudzenie Mocy
- 2016: Angry Birds jako Leonard (głos)
- 2016: BFG: Bardzo Fajny Gigant jako The Bloodbottler
- 2016: Gdzie jest Dory? jako Stan (głos)
- 2017: Power Rangers jako Alpha 5 (głos)
- 2019: Angry Birds 2 jako Leonard (głos)
- 2019: To – Rozdział 2 (It Chapter 2) jako Richie Tozier

## Nagrody
- Emmy:
  - Najlepszy animowany program krótkometrażowy (Miasteczko South Park, odc.Margaritaville, 2009, wspólnie z innymi twórcami)
  - Najlepszy aktor w serialu komediowym (Barry, 2018)
  - Najlepszy aktor w serialu komediowym (Barry, 2019)